# Trichognathella schoenlandi
Trichognathella schoenlandi är en spindelart som först beskrevs av Pocock 1900.  Trichognathella schoenlandi ingår i släktet Trichognathella och familjen fågelspindlar. Inga underarter finns listade i Catalogue of Life.